# Le Raincy
Le Raincy je město ve východní části metropolitní oblasti Paříže ve Francii v departmentu Seine-Saint-Denis a regionu Île-de-France. Od centra Paříže je vzdálené 13,2 km.

## Geografie
Sousední obce: Livry-Gargan, Clichy-sous-Bois, Gagny, Villemomble a Les Pavillons-sous-Bois.

## Vývoj počtu obyvatel
Počet obyvatel

## Partnerská města
- Clusone, Itálie
- Finchley, Spojené království
- Yavne, Izrael